# 49 Pułk Piechoty (austro-węgierski)

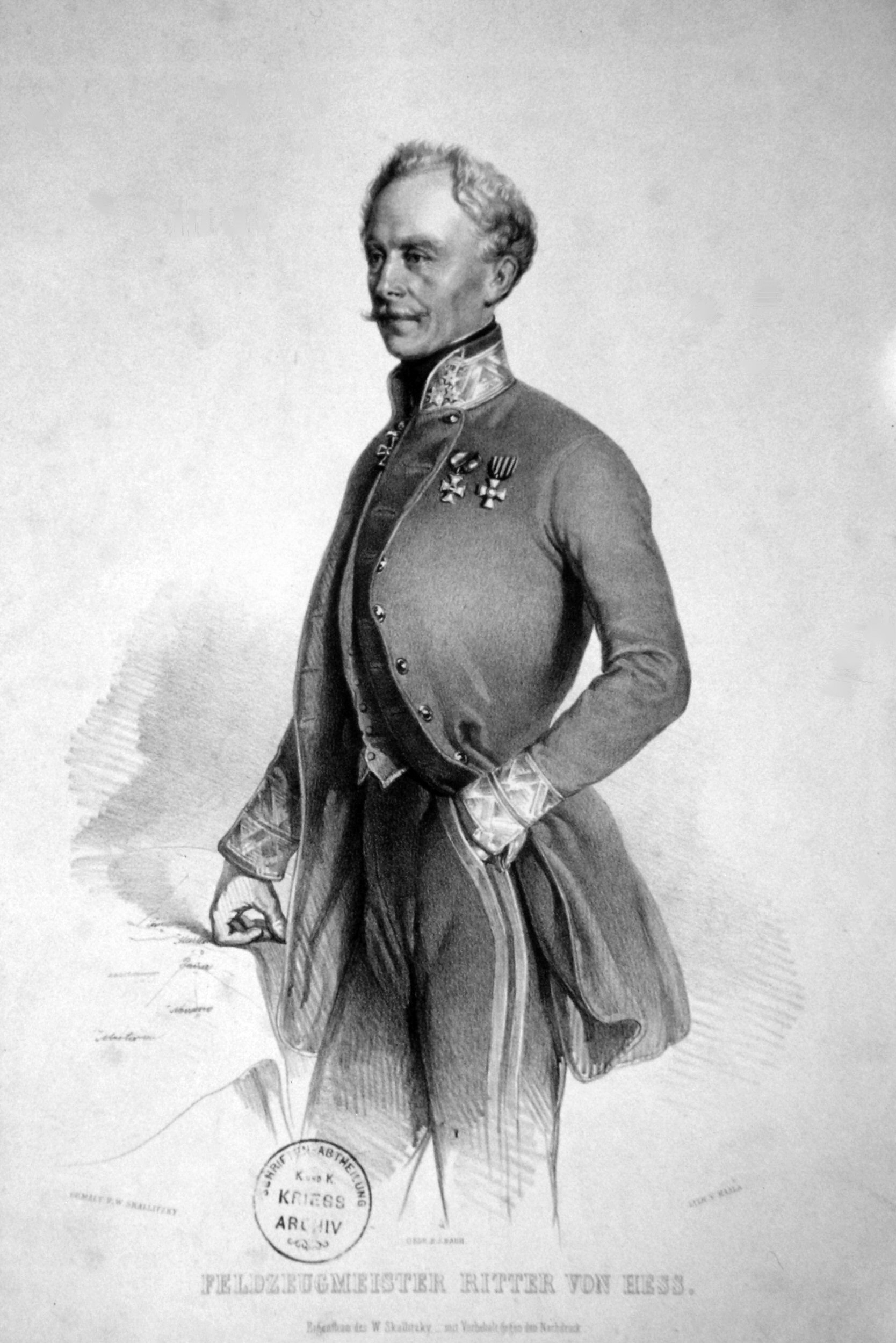
FM Heinrich von Hess

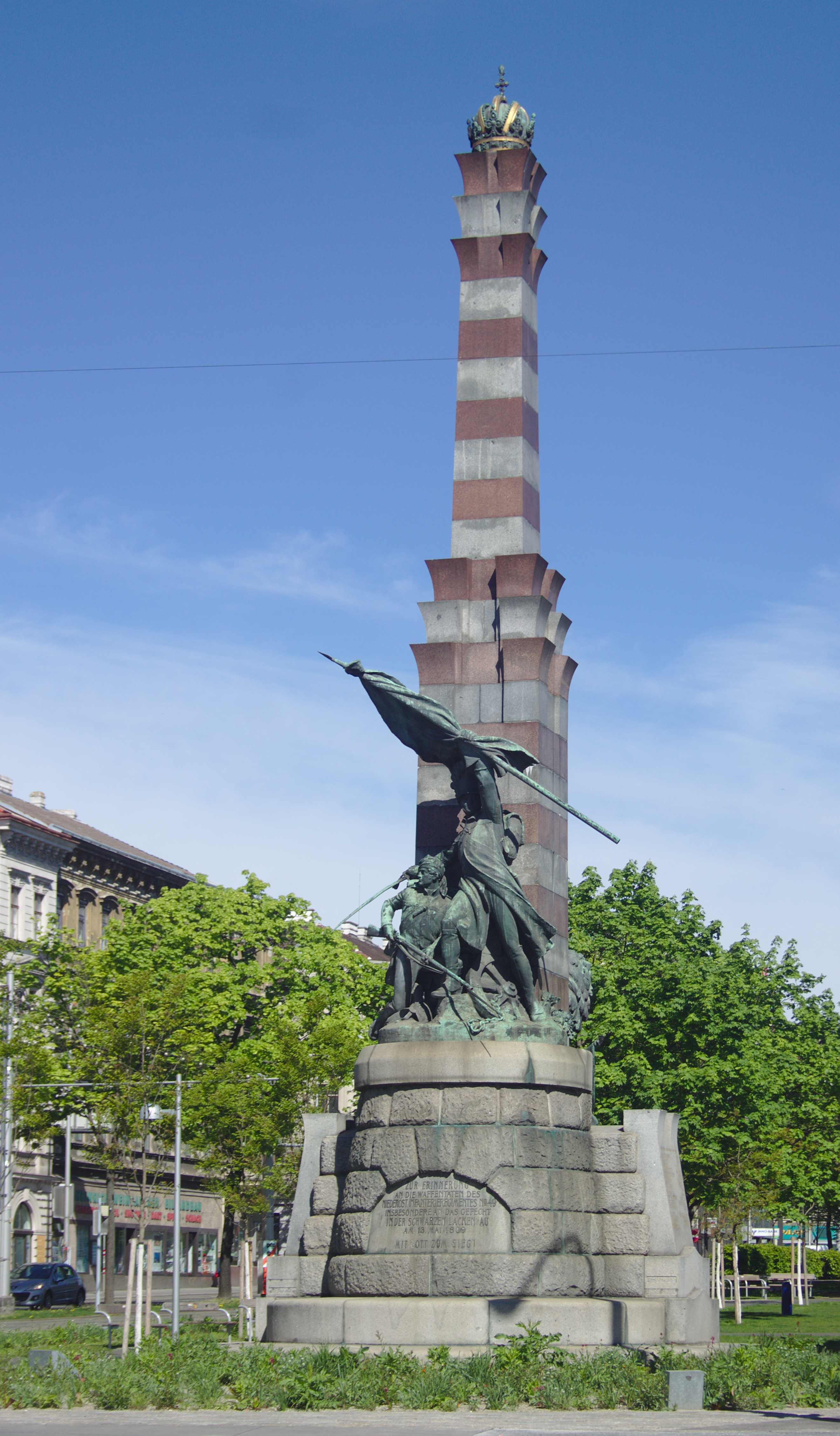
Pomnik pułku

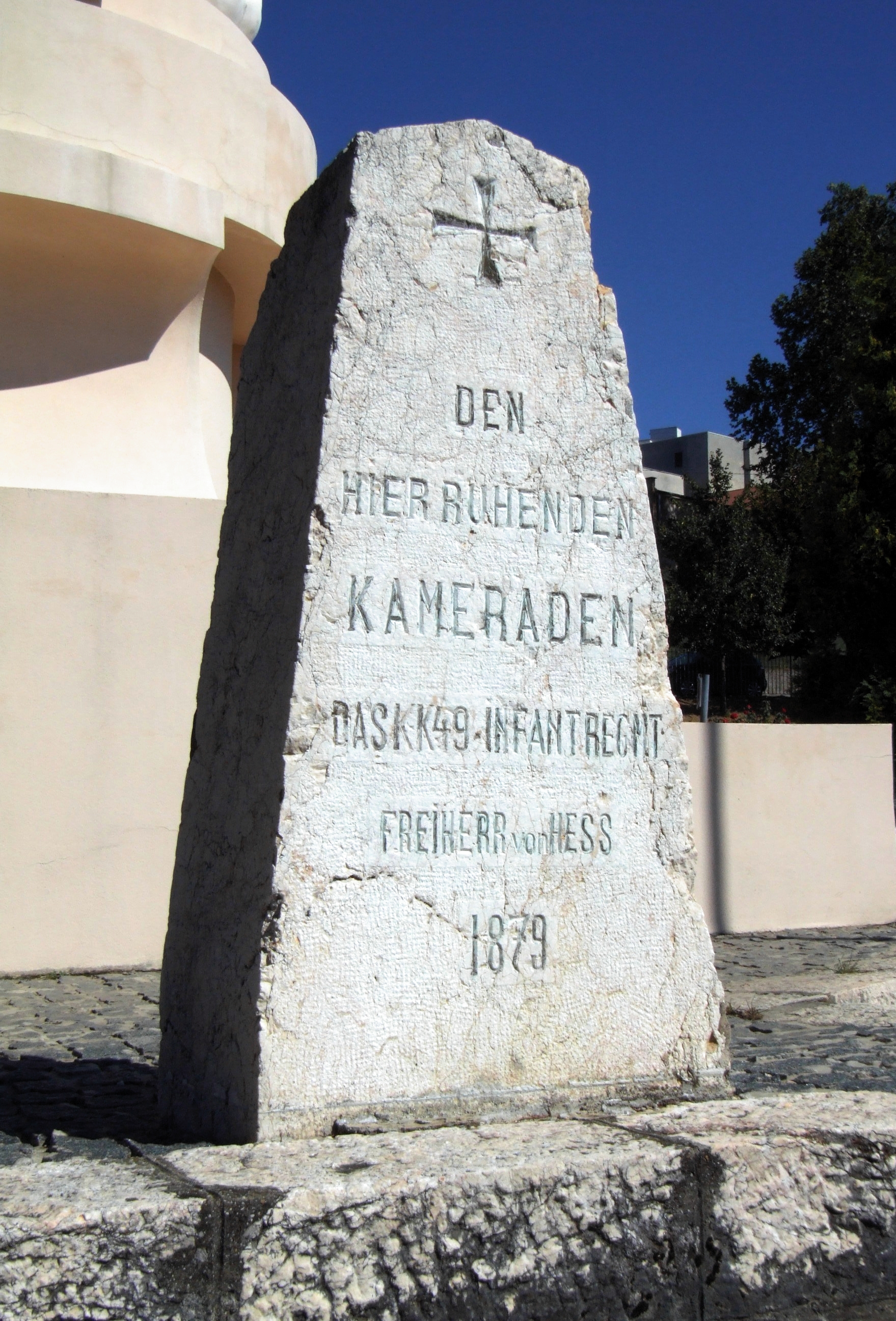
Pomnik z 1879, poświęcony poległym żołnierzom 49 pułku, znajdujący się w Sarajewie

Dolnoaustriacki Pułk Piechoty Nr 49 (niem. Niederösterreichisches Infanterieregiment Nr. 49) – pułk piechoty cesarskiej i królewskiej Armii.
Pułk kontynuował tradycje pułku utworzonego w 1715 roku.
Okręg uzupełnień nr 49 St. Pölten Dolna Austria.
Kolejnymi szefami pułku byli:
- FML Friedrich Karl von Langenau (1824 – †4 VII 1840),
- FML Michael Schön von Treuenwerth (1840 – †6 VIII 1844),
- FM Heinrich von Heß (1844 – †13 IV 1870).

Po śmierci marszałka Heinricha von Hess pułk otrzymał jego imię „na wieczne czasy”.
Kolory pułkowe: siwoszare o odcieniu niebieskawym (hechtgrau), guziki srebrne. 
Skład narodowościowy w 1914 roku 98% – Austriacy.

## Dyslokacje

### Dyslokacja w roku 1873
Dowództwo w Wiedniu batalion zapasowy oraz batalion uzupełnień w St. Pölten.

### Dyslokacja w latach 1903–1909
Dowództwo oraz wszystkie bataliony oprócz IV w Brnie (niem. Brünn). IV batalion stacjonował w St. Pölten.

### Dyslokacja w latach 1910–1914
Dowództwo oraz wszystkie bataliony oprócz III i IV w Brnie. III batalion stacjonował w Sarajewie, IV batalion w St. Pölten.

## Przydział w roku 1914
2 Korpus, 4 Dywizja Piechoty.

## I wojna światowa
Żołnierze pułku brali udział w walkach z Rosjanami w Galicji na przełomie 1914 i 1915 roku. Żołnierze pułku są pochowani m.in. na cmentarzach wojennych nr: 314 w Bochni, 252 w Otfinowie i 263 w Zaborowie. W czasie ofensywy lipcowej 1915 roku walczyli na Lubelszczyźnie, gdzie są pochowani między innymi na cmentarzu w Prawnie.

## Komendanci pułku
- 1873 – płk Ferdinand Woschilda
- 1903–1906 – płk Johann Feichter
- 1907–1910 – płk Gustav Smekal
- 1911–1914 – płk Eduard Hentke